# Перелік отруйних та сильнодіючих лікарських засобів
Перелік отруйних та сильнодіючих лікарських засобів відповідно до наказу Міністерства охорони здоров'я України № 344 від 07.07.2004.
Втратив чинність згідно з наказом міністерства охорони здоров'я України № 490 від 17.08.2007.
- Азоту закис (Nitrous oxyde)
- Аконітин (Aconitin)
- Аконіту джунгарського трава (Aconitum soongaricum)
- Ардуан (піпекуроній бромід) (Arduan)
- Арсеністий ангідрид та солі (Arserious acid anhydride)
- Арсеновий ангідрид та солі (Arsenic acid anhydride)
- Атропін (Atropinum)
- Ацеклідин (Aceclidine)
- Беладони сума алкалоїдів (Atropa belladonna)
- Бджолина отрута (Bee venom)
- Блювотного горіха (чилібухи) насіння екстракт (Strychnos nux-vomica extract)
- Векуроній бромід (Vecuronium Bromide)
- Галантамін (Galanthaminum)
- Гексенал (Hexenalum)
- Гіосциамін (Hyoscyaminum)
- Етамінал натрію (Natrii aethaminalum)
- Етер для наркозу (Aether pro narcosi)
- Зміїна отрута (Viperas venom)
- Карбахолін (Carbacholinum)
- Кетамін (Ketamine)
- Міарсенол (Myarsenolum)
- Натрію арсенат (Sodium arsenate)
- Наяксин (Najaxinum)
- Новарсенол (Novarsenolum)
- Осарсол (Osarsolum)
- Піритрамід (Piritramide)
- Предіон (Predionum)
- Промеран (Promeranum)
- Пропанідид (Propanidide)
- Ріжків (споринні) ріжки (Secale cornutum)
- Ртуть та солі (Hydrargium)
- Секуринін (Securininum)
- Скополамін (Scopolaminum)
- Срібла нітрат (Argenti nitras)
- Стрихнін (Strychninum)
- Тетракаїн (Tetracaine)
- Тіопентал натрію (Thiopentalum — natrium)
- Трамадол (трамалгін тощо) (Tramadol (Tramalgin))
- Тригексифенідил (Trihexyphenidyl)
- Трихлоретилен (Trichloraethylenum)
- Хлоретил (Aethylii chloridum)
- Цинхонін (Cinchonin)